# Giovanni Malpaghini
Giovanni Malpaghini, conosciuto ai suoi tempi anche come Giovanni da Ravenna (Ravenna, 1346 circa – Firenze, 1417), è stato un umanista e amanuense italiano. Fu l'amanuense e il segretario personale di Francesco Petrarca.

## Biografia
Nato a Ravenna intorno al 1346, dal 1364 al 1368 – assunto da Francesco Petrarca, con il quale ebbe un rapporto affettuoso –  trascrisse in scrittura semigotica le Familiares (una serie di lettere scritte in latino tra il 1325 e il 1361 dal poeta aretino) e, successivamente, il Canzoniere, anche se dopo non molto abbandonerà il suo incarico e sarà il poeta a trascrivere in bella copia le sue liriche. Morì a Firenze, a circa settantuno anni, nel 1417. Con lui si può dire che nomen omen: in una delle ultime Familiares, il poeta parla di lui al Boccaccio dicendo: "il segno più certo della sua gran virtù è che non vuol farsi pagare". 
Viene a volte confuso con l'umanista, accademico e giurista Giovanni Conversini (1343-1408).